# Équipe du Haut-Karabagh de football
Maillots
L'équipe du Haut-Karabagh de football (NRK) (en arménien : Արցախի ֆուտբոլի ազգային հավաքական) ou équipe d'Artsakh de football est une sélection de joueurs professionnels de la république d'Artsakh, sous l'égide de l'Association de football du Haut-Karabagh fondée le 14 septembre 2012. Avant chaque rencontre l'hymne national Azat ou ankakh Artsakh est joué.
En 2010, la Fédération de football d'Arménie est disposée à promouvoir le développement du football arménien au Haut-Karabagh. Le 17 septembre 2012, le Haut-Karabagh est membre provisoire de la NF-Board. Elle est depuis 2013 membre de la Confédération des associations de football indépendantes. À ce titre, elle participe à ses compétitions internationales.
Le Haut-Karabagh a déclaré son indépendance le 2 septembre 1991, un référendum pour l'indépendance a lieu le 10 décembre 1991, les Artsakhtsis votent à 99,98 % pour l'indépendance, la république est majoritairement peuplée d'Arméniens à 95 %, la religion prédominante est celle de l'Église apostolique arménienne. L'Arménie indique une « reconnaissance de facto » (et non de jure) de la république d'Artsakh. La question de la reconnaissance est également à l'étude en Uruguay depuis 2011. En 2012, l'Arménie et Tuvalu ont établi des relations diplomatiques et il a été perçu que Tuvalu pourrait reconnaître l'indépendance du Haut-Karabakh. Seuls trois États, non membres de l'ONU, l'ont reconnue : l'Abkhazie, l'Ossétie du Sud-Alanie et la Transnistrie (État).

## Histoire

### Début en 2012 et Coupe du monde de football ConIFA 2014
Début réussi face à l'Abkhazie

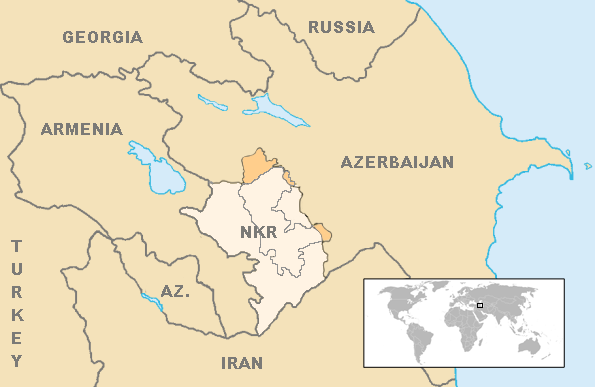
Territoire du Haut-Karabagh

Le 25 septembre 2012, au Republican stadium de Soukhoumi en Abkhazie, le Haut-Karabagh joue sa première rencontre officiel face à l'Abkhazie, le match se termine par un nul (1-1). La sélection du Haut-Karabagh participera aux compétitions internationales de la ConIFA. Le 21 octobre 2012, au Stade Stepanakert de la ville de Stepanakert du Haut-Karabagh, le Haut-Karabagh affronte est remporte sa seconde rencontre 3 à 0 face à l'Abkhazie,,.
Coupe du monde de football ConIFA 2014
Le 8 avril, le ministre des Affaires étrangères de la république du Haut-Karabakh, Karen Mirzoyan (en), a reçu une délégation de la ConIFA dirigée par son secrétaire général, Sascha Düerkop,. Le Haut-Karabagh participe à la première coupe du monde de la ConIFA 2014 en Suède,,,. La Fédération d'Azerbaïdjan de football (AFFA) à protester contre la présence de l'Équipe du Haut-Karabagh de football lors de la première Coupe du monde de football ConIFA 2014 en Suède. Le 1er juin 2014, pour sa première rencontre le Haut-Karabagh perd sa rencontre contre l’Île de man 3 à 2,,,. Le 3 juin 2014, pour son second match le Haut-Karabagh perd sa rencontre contre le Comté de Nice 1 à 0,. Le 5 juin 2014, le Haut-Karabagh remporte son premier match contre le Darfour 12 à 0,. Le 7 juin 2014, le Haut-Karabagh bat la Laponie 5 à 1 est s'empare de la neuvième place.

### Matchs amicaux 2015, Conflit 2016 et désillusion d'adhésion à l'UEFA 2017
Le 23 juillet 2015, le Haut-Karabagh perd son premier match test 0 à 5 contre le club arménien Banants Erevan. Le 24 juillet 2015, le Haut-Karabagh perd sa seconde rencontre 0 à 3 face au club d'Alashkert-2.
Du 1er au 5 avril 2016 la Guerre des Quatre Jours n'a pas permis au Haut-Karabagh de pouvoir jouer des rencontres amicales ou aux compétitions internationales de 2017 et 2018.
L'équipe du Haut-Karabagh a formulé à plusieurs reprises plusieurs demandes infructueuses d'adhésion à l'UEFA, la dernière fois en 2017,,,,,,,,.

### Coupe d'Europe de football ConIFA 2019
La Coupe d'Europe de football ConIFA 2019 est la troisième édition de la Coupe d'Europe de football ConIFA qui a lieu en Haut-Karabagh,, au mois de juin,,, un tournoi international de football pour les États, les minorités, les apatrides et les régions non affiliées à la FIFA organisée par la ConIFA,,,,,. Le 28 juillet 2018, une réunion est organisée dans la ville de Stepanakert entre le président de la ConIFA Europe Alberto Rischio, une commission de la ConIFA et Bako Sahakian le président la république d'Artsakh, il a été décidé que la troisième Coupe d'Europe de football Conifa 2019 aura lieu au mois de juin dans le Haut-Karabagh ou république d'Artsakh,. Cette troisième édition passera de 8 à 12 sélections participant au tournoi, avec 4 équipes déjà qualifié, l’hôte de la compétition le Haut-Karabagh, la Padanie ayant remporté les deux premières éditions (2015 et 2017), Chypre du Nord finaliste de l'édition 2017 et Ruthénie subcarpathique championne du monde 2018. Le 10 octobre 2018, le ministre d’État Grigory Martirosyan (en) a rencontré les chefs des différents départements d’état et de la fédération de football du Haut-Karabagh afin de répondre à un nombre de questions concernant la bonne organisation de la Coupe d'Europe de football Conifa 2019,. C'est la première compétition internationale de football organisée par le Haut-Karabagh. Le dimanche 27 janvier 2019, le tirage au sort de la Coupe d'Europe de football ConIFA 2019 a eu lieu à Cracovie en Pologne. Le Haut-Karabagh est automatiquement dans le groupe A, la sélection affrontera les équipes de la Laponie et de la république populaire de Lougansk. Le 23 avril 2019, la sélection rencontre en match préparatoire les Junior Sevan FC, la rencontre se termine par un nul, 4-4,. Le 10 mai 2019, le Haut-Karabagh affronte pour la seconde fois les Junior Sevan FC, l'équipe remporte le match 3-1,. Le 2 juin 2019, le Haut-Karabagh remporte son premier match face à la Laponie 3 à 2, lors de la première journée de la Coupe d'Europe de football Conifa 2019. Le 3 juin 2019, la seconde rencontre se termine par une défaite contre Chameria 1-4. Le 4 juin 2019, le Haut-Karabagh termine son dernier match de poule face à l'Abkhazie sur un score nul 1-1. Le 6 juin 2019, le Haut-Karabagh affronte le Pays sicule pour les matchs de classement. Le Haut-Karabagh remporte la rencontre 2-1. Le 8 juin 2019, le Haut-Karabagh affronte la Padanie pour le match de la cinquième place. Le Haut-Karabagh remporte son dernier match 2 à 0.

### Guerre en 2020 et retour du football en 2021
Guerre de 2020 au Haut-Karabagh
Du 27 septembre 2020 au 10 novembre 2020, une guerre opposant la république du Haut-Karabagh, aussi appelé Artsakh, soutenue par l'Arménie, et l'Azerbaïdjan, soutenu par la Turquie, pour le contrôle du Haut-Karabagh. Le président de la ConIFA, Per-Anders Blind, a déclaré: «La ConIFA est attristée par l'escalade de la situation dans le conflit du Haut-Karabakh. Nous appelons tous les acteurs à envisager une solution diplomatique au problème et nous encourageons donc le dialogue entre tous les acteurs. La guerre n'est toujours pas une bonne option car il n'y a pas de vainqueur ultime dans un conflit»,. Plusieurs joueurs de football d'origine arménienne ont appelé à soutenir le Haut Karabagh. Varazdat Haroyan a été mobilisé, comme tous les citoyens arméniens de moins de 40 ans, au lieu de rejoindre son nouveau club AEL Larissa,,. Henrikh Mkhitaryan joueur de l'AS Roma réclame l'aide de la communauté internationale afin de mettre fin aux combats,,,,,. Certains des joueurs du Haut-Karabagh auraient dû participer à un match amical le 29 septembre 2020. L'UEFA a ouvert une enquête disciplinaire contre le club azéri de Qarabağ FK, en raison d'un message de haine visant les Arméniens attribué à l'un de ses dirigeants, en plein conflit entre les deux pays au Nagorny-Karabakh. "Un inspecteur éthique et disciplinaire a été nommé mener une enquête disciplinaire au sujet des déclarations faites sur les réseaux sociaux par un officiel du Qarabağ FK", indique l'instance européenne du football dans un communiqué. La Fédération arménienne de football (FFA) avait réclamé l'exclusion de Qarabağ des compétitions européennes",,,.
Retour 2021 de la sélection
Au mois d'octobre 2021, le Haut-Karabagh revient lors d'un match amical en Arménie après deux ans d'absence. La sélection affronte le club de la ville de Sisian et remporte la rencontre sur un score de 3 buts à 1.

### Coupe d'Europe de football ConIFA 2021
Les sélections du Haut-Karabagh et de l'Arménie occidentale partiront dans la ville de Nice en France à la quatrième Coupe d'Europe de football ConIFA qui se déroulera du 3 au 12 juin 2022, la compétition a été décalée d'une année en raison de la pandémie de Covid-19. Les médias azerbaïdjanais ont qualifié cela de "provocation arménienne", les participations des équipes du Haut-Karabagh et de l'Arménie occidentale. Le Haut-Karabagh intègre le groupe C avec l'Ossétie du Sud et les Cornouailles.

## Parcours dans les compétitions internationales

### Coupe du monde de football ConIFA
| 2014 | 9e                                                        | 4                                                         | 2                                                         | 0                                                         | 2                                                         | 19                                                        | 5                                                         |                                                           |                                                           |
| 2016 | Ne participe pas                                          | Ne participe pas                                          | Ne participe pas                                          | Ne participe pas                                          | Ne participe pas                                          | Ne participe pas                                          | Ne participe pas                                          | Ne participe pas                                          | Ne participe pas                                          |
| 2018 | Ne participe pas                                          | Ne participe pas                                          | Ne participe pas                                          | Ne participe pas                                          | Ne participe pas                                          | Ne participe pas                                          | Ne participe pas                                          | Ne participe pas                                          | Ne participe pas                                          |
| 2020 | Annulée en raison de la pandémie de maladie à coronavirus | Annulée en raison de la pandémie de maladie à coronavirus | Annulée en raison de la pandémie de maladie à coronavirus | Annulée en raison de la pandémie de maladie à coronavirus | Annulée en raison de la pandémie de maladie à coronavirus | Annulée en raison de la pandémie de maladie à coronavirus | Annulée en raison de la pandémie de maladie à coronavirus | Annulée en raison de la pandémie de maladie à coronavirus | Annulée en raison de la pandémie de maladie à coronavirus |
| 2022 | -                                                         | -                                                         | -                                                         | -                                                         | -                                                         | -                                                         | -                                                         |                                                           |                                                           |

### Coupe d'Europe de football ConIFA
| 2015 | Ne participe pas | Ne participe pas | Ne participe pas | Ne participe pas | Ne participe pas | Ne participe pas | Ne participe pas | Ne participe pas | Ne participe pas |
| 2017 | Ne participe pas | Ne participe pas | Ne participe pas | Ne participe pas | Ne participe pas | Ne participe pas | Ne participe pas | Ne participe pas | Ne participe pas |
| 2019 | 5e               | 5                | 3                | 1                | 1                | 9                | 8                |                  |                  |
| 2021 | -                | -                | -                | -                | -                | -                | -                |                  |                  |

## Rencontres

### Matches internationaux
Le tableau suivant liste les rencontres de l'Équipe du Haut-Karabagh de football
| No | Date              | Lieu                                               | Haut-Karabagh | Adversaire           | Score  | Compétition                            | Buteur(s) pour le Haut-Karabagh | Buteur(s) pour l'adversaire                                                          | Rapport     |
| -- | ----------------- | -------------------------------------------------- | ------------- | -------------------- | ------ | -------------------------------------- | --- | ------------------------------------------------------------------------------------ | ----------- |
| 1  | 25 septembre 2012 | Republican stadium Soukhoumi Abkhazie Géorgie      | Haut-Karabagh | Abkhazie             | N 1-1  | Amical                                 | 80e Andranik Barikyan | 75e Beslan Gublia                                                                    | (Rapport)   |
| 2  | 21 octobre 2012   | Stepenakert Stadium, Stepanakert, Haut-Karabagh    | Haut-Karabagh | Abkhazie             | V 3-0  | Amical                                 | Andranik Sahakyan, David Petrosyan, Semyon Ghoushakyan                                                                                       |                                                                                      | (Rapport)   |
| 3  | 1er juin 2014     | Jämtkraft Arena, Östersund, Suède                  | Haut-Karabagh | Île de Man           | P 2-3  | Coupe du monde de football ConIFA 2014 | 27e 31e Mihran Manasyan | 41e Ciaran McNulty, 88e Antony Moore, 90e Frank Jones                                | (Rapport)   |
| 4  | 3 juin 2014       | Jämtkraft Arena, Östersund, Suède                  | Haut-Karabagh | Comté de Nice        | P 0-1  | Coupe du monde de football ConIFA 2014 | | 7e Olivier Sborgni                                                                   | (Rapport)   |
| 5  | 5 juin 2014       | Jämtkraft Arena, Östersund, Suède                  | Haut-Karabagh | Darfour              | V 12-0 | Coupe du monde de football ConIFA 2014 | 7e 24e 45e 75e Gevorg Nranyan · 22e 39e 54e 74e Norayr Gyozalyan · 33e 42e David Grigoryan · 69e Samvuel Karapetyan · 90+2e Aram Bareghamyan |                                                                                      | (Rapport)   |
| 6  | 7 juin 2014       | Jämtkraft Arena, Östersund, Suède                  | Haut-Karabagh | Laponie              | V 5-1  | Coupe du monde de football ConIFA 2014 | 30e 83e Gevorg Poghosyan · 30e 83e Mihran Manasyan · 64e Armen Petrosyan                                                                     | 68e Arle Ivar Ring                                                                   | (Rapport)   |
| 7  | 23 juillet 2015   | Stade Banants, Erevan, Arménie                     | Haut-Karabagh | Banants Erevan       | P 0-5  | Amical                                 | | 30e Lerersio, 38e Petros Avetisyan, 67e 72e Andranik Kocharyan, 85e Tigran Ghazaryan | (Rapport)   |
| 8  | 24 juillet 2015   | Stade Nairi, Erevan, Arménie                       | Haut-Karabagh | Alashkert FC         | P 0-3  | Amical                                 | | Vardan Petrosyan, Grigor Mkrtchyan, Arsen Balabekyan                                 | (Rapport)   |
| 9  | 19 mars 2019      | Training Centre, Dzoraghbyur, Arménie              | Haut-Karabagh | Ararat Erevan        | N 1-1  | Amical                                 | |                                                                                      | (Rapport)   |
| 10 | 1er avril 2019    | Stade Républicain Vazgen-Sargsian, Erevan, Arménie | Haut-Karabagh | FC Ararat-Armenia    | V 4-2  | Amical                                 | |                                                                                      | [(Rapport)] |
| 11 | 3 avril 2019      | Dzoraghbyur Training Centre, Dzoraghbyur, Arménie  | Haut-Karabagh | FC Ararat-Armenia    | N 2-2  | Amical                                 | |                                                                                      | [(Rapport)] |
| 12 | 23 avril 2019     | Sevan Football Stadium, Sevan, Arménie             | Haut-Karabagh | Junior Sevan FC (en) | N 4-4  | Amical                                 | |                                                                                      | (Rapport)   |
| 13 | 10 mai 2019       | Sevan Football Stadium, Sevan, Arménie             | Haut-Karabagh | Junior Sevan FC (en) | V 3-1  | Amical                                 | Arman Hovhannisyan, Gagik Khojoyan, Sultan Aksanov                                                                                           |                                                                                      | (Rapport)   |
| 14 | 2 juin 2019       | Stade Stepanakert, Stepanakert, Haut-Karabagh      | Haut-Karabagh | Laponie              | V 3-2  | Coupe d'Europe de football Conifa 2019 | 3e Norik Mkrtchyan, 43e Arsen Sargsyan, 82e Dmitry Malyaka                                                                                   | 24e Benjamin Zakrisson · 83e Kristoffer Edvardsen                                    | (Rapport)   |
| 15 | 3 juin 2019       | Stade de Martuni, Martouni, Haut-Karabagh          | Haut-Karabagh | Chamerie             | P 1-4  | Coupe d'Europe de football Conifa 2019 | 59e Levon Grigoryan | 58e 90+3e Marko Çema, 90+2e Vilson Mziu, 90+5e Samet Gjoka                           | (Rapport)   |
| 16 | 4 juin 2019       | Stade de Martuni, Martouni, Haut-Karabagh          | Haut-Karabagh | Abkhazie             | N 1-1  | Coupe d'Europe de football Conifa 2019 | 33e Norik Mkrtchyan | 8e Shabat Logua                                                                      | (Rapport)   |
| 17 | 6 juin 2019       | Stade de Martuni, Martouni, Haut-Karabagh          | Haut-Karabagh | Pays sicule          | V 2-1  | Coupe d'Europe de football Conifa 2019 | 76e (pen.) Arsen Sargsyan, 90+4e Narek Danielyan                                                                                             | 62e Barna Vékás                                                                      | (Rapport)   |
| 18 | 8 juin 2019       | Stade Stepanakert, Stepanakert, Haut-Karabagh      | Haut-Karabagh | Padanie              | V 2-0  | Coupe d'Europe de football Conifa 2019 | 58e Arsen Sargsyan, 90+6e Dmitry Malyaka |                                                                                      | (Rapport)   |
| 19 | 28 octobre 2021   | Stade Sisian, Sisian, Arménie                      | Haut-Karabagh | FC Sisian            | V 3-1  | Amical                                 | |                                                                                      | (Rapport)   |

### Équipes rencontrées
| Adversaire           | Joués | Victoires | Matchs nuls | Défaites | Buts pour | Buts contre |
| -------------------- | ----- | --------- | ----------- | -------- | --------- | ----------- |
| Abkhazie             | 3     | 1         | 2           | 0        | 5         | 2           |
| Laponie              | 2     | 2         | 0           | 1        | 8         | 3           |
| Île de Man           | 1     | 0         | 0           | 1        | 2         | 3           |
| Padanie              | 1     | 1         | 0           | 0        | 2         | 0           |
| Comté de Nice        | 1     | 0         | 0           | 1        | 0         | 1           |
| Darfour              | 1     | 1         | 0           | 1        | 12        | 0           |
| Chamerie             | 1     | 0         | 0           | 1        | 1         | 4           |
| Pays sicule          | 1     | 1         | 0           | 0        | 2         | 1           |
| FC Ararat-Armenia    | 2     | 1         | 1           | 0        | 6         | 4           |
| Banants Erevan       | 1     | 0         | 0           | 0        | 0         | 5           |
| Alashkert FC         | 1     | 0         | 0           | 0        | 0         | 3           |
| Ararat Erevan        | 1     | 0         | 1           | 0        | 1         | 1           |
| Junior Sevan FC (en) | 2     | 1         | 1           | 0        | 7         | 5           |
| FC Sisian            | 1     | 1         | 0           | 0        | 3         | 1           |
| Total                | 19    | 9         | 5           | 5        | 49        | 33          |

## Meilleurs buteurs
| 4 buts |                                                                     |
| Mihran Manasyan Norayr Gyozalyan Gevorg Nranyan |                                                                     |
| 3 buts |                                                                     |
| Arsen Sargsyan |                                                                     |
| 2 buts |                                                                     |
| Gevorg Poghosyan David Grigoryan Norik Mkrtchyan Dmitry Malyaka |                                                                     |
| 1 but |                                                                     |
| \| Andranik Sahakyan David Petrosyan Armen Petrosyan Andranik Barikyan Samvuel Karapetyan \| Aram Bareghamyan Semyon Ghoushakyan Narek Danielyan Levon Grigoryan \| |                                                                     |
| Andranik Sahakyan David Petrosyan Armen Petrosyan Andranik Barikyan Samvuel Karapetyan                                                                              | Aram Bareghamyan Semyon Ghoushakyan Narek Danielyan Levon Grigoryan |

## Personnalités de la sélection

### Sélections
| Club                | Nom                   |
| ------------------- | --------------------- |
| Gardiens            |                       |
| Ararat Erevan       | Stepan Ghazaryan (en) |
| Gandzasar Kapan     | Gevorg Prazyan        |
| Khachen FC          | Eric Khachatryan      |
| Défenseurs          |                       |
| Alashkert FC        | Ararat Arakelyan      |
| Ulisses FC          | Norayr Sahakyan (en)  |
| Ulisses FC          | Gor Khachatryan       |
| Mika Ashtarak       | Gevorg Pogosyan       |
| Ararat Erevan       | Norayr Grigoryan      |
| Lernayin Artsakh FC | Marat Karapetyan      |
| Pas de club         | Aram Grigoryan        |
| Pas de club         | Aram Kostandyan       |
| Milieu de terrain   |                       |
| Shirak FC           | Tigran Davtyan (en)   |
| Ararat Erevan       | David Grigoryan (en)  |
| Mika Ashtarak       | Armen Petrosyan       |
| Ulisses FC          | Aram Bareġamyan (it)  |
| Alashkert FC        | Narek Davtyan         |
| Pas de club         | Narek Danielyan       |
| Attaquants          |                       |
| Alashkert FC        | Mihran Manasyan       |
| Alashkert FC        | Norayr Gyozalyan      |
| Ararat Erevan       | Gevorg Nranyan (it)   |
| Shirak FC           | Andranik Barikyan     |
| Staff               | Nom                   |
| Sélectionneur       | Sargis Aghajanyan     |

| Club               | Nom                   |
| ------------------ | --------------------- |
| Gardien            |                       |
| Banants Erevan     | Stepan Ghazaryan (en) |
|                    | Erik Khachatryan      |
|                    | Sergey Asryan         |
| Défenseur          |                       |
|                    | Artur Abrahamyan      |
|                    | Armen Abrahamyan      |
|                    | Aram Kostandyan       |
|                    | Gevorg Poghosyan      |
| Artsakh FC         | Vadim Hayriyan        |
|                    | Davit Harutyunyan     |
| Ararat Erevan      | Orbeli Hambardzumyan  |
| Milieu de terrain  |                       |
| Ararat Erevan      | Gor Poghosyan         |
| Shirak FC          | Khoren Veranyan       |
| Shirak FC          | Artyom Gevorkyan (hy) |
|                    | Mher Mkrtumyan        |
|                    | Arsen Sargsyan        |
|                    | Tigran Hambardzumyan  |
| FK Homiel          | Dmitri Malyaka (en)   |
|                    | Narek Danielyan       |
| Attaquant          |                       |
|                    | Marat Karapetyan      |
|                    | Levon Grigoryan       |
|                    | Norik Mkrtchyan       |
| sans club          | Karen Shakhkeldyan    |
| Shirak FC          | Davit Ghandilyan      |
| Staff              | Nom                   |
| Sélectionneur      | Slavik Gabrielyan     |
| Entraîneur adjoint | Artashes Adamyan      |
| Entraîneur adjoint | Zhan Apresyan         |
| Entraîneur adjoint | Hamlet Harutyunyan    |
| Docteur            | Erik Khachatryan      |
| Docteur            | Armen Arzoyan         |

### Sélectionneurs
| N°     | Sélectionneur     | Période       | Matchs | Gagnés | Nuls | Perdus | Gagnés % |
| ------ | ----------------- | ------------- | ------ | ------ | ---- | ------ | -------- |
| 1      | Sargis Aghajanyan | 2012-2015     | 8      | 3      | 1    | 4      | 37.50%   |
| 2      | Slavik Gabrielyan | 2017-en cours | 11     | 6      | 4    | 1      | 54.55%   |
| Totals | Totals            | Totals        | 19     | 9      | 5    | 5      | 47.37%   |

### Présidents du Haut-Karabagh de football
Liste des présidents de l'Association de football du Haut-Karabagh.
| N° | Nom               | Période           |
| -- | ----------------- | ----------------- |
| 1  | Hrach Kaprielyan  | 2004 - 2012       |
| 2  | Samvel Karapetyan | 14/09/2012 - 2022 |
| 3  | Mher Avanesyan    | 2022 - en cours   |